# Południk magnetyczny
Południk magnetyczny – południk przechodzący przez bieguny magnetyczne. Igła magnetyczna kompasu trzymanego poziomo (w płaszczyźnie poziomej w danym punkcie Ziemi) ustawia się w położeniu równoległym do południka magnetycznego w tym punkcie.